# 호세 카르데날
호세 로사리오 도멕 카르데날(José Rosario Domec Cardenal, 1943년 10월 7일~)은 쿠바계 미국인 프로 야구 선수이자 코치이다. 1963년부터 1980년까지 메이저 리그 베이스볼(MLB)에서 외야수로 뛰었으며, 특히 시카고 컵스에서 가장 오랜 기간 몸담으며 강력한 타격과 강한 송구로 팬들에게 각인되었던 선수였다. 또한 컵스 시절에 홈런과 타율 부문에서 커리어 하이를 기록하는 등 선수로서 전성기를 보냈다.
선수로서 은퇴한 뒤에는 복수의 메이저 리그 팀에서 코치를 역임했으며, 뉴욕 양키스에서 1루 주루 코치를 맡을 당시에는 세 시즌 동안 월드 시리즈를 경험하기도 했다. 2022년 시카고 컵스 명예의 전당에 헌액되었다.

## 선수 경력
카르데날은 쿠바 마탄사스주 마탄사스 태생으로, 그곳에서 자신의 6촌이자 후일 메이저 리거로 발돋움하는 버트 캄파네리스와 함께 야구를 하면서 성장했다. 이후 카르데날은 1963년에 샌프란시스코 자이언츠 유니폼을 입고 메이저 리그에 데뷔했으며, 1964년 시즌 후 캘리포니아 에인절스로 소속팀을 옮겼다. 그리고 1965년에 37도루를 기록하며 이 부문 아메리칸 리그 2위에 올랐고, 1967년 11월 29일에 트레이드를 통해 클리블랜드 인디언스의 척 힌턴과 소속팀을 맞바꿨다. 클리블랜드에서는 1968년에 커리어 하이인 40도루를 기록하는 등 두 차례 도루 부문 팀 내 1위를 기록했다. 또한 1968년에 외야수로서는 드물게 두 차례 다른 수비수의 도움 없이 병살을 만들어내면서 메이저 리그 기록과 타이를 이뤘다. 1969년 시즌 후에 세인트루이스 카디널스로 트레이드된 카르데날은 이듬해인 1970년에 타율 .293, 74타점을 기록했다. 1971년에는 시즌 중에 세인트루이스 카디널스에서 밀워키 브루어스로 소속팀이 변경되었으나, 양 팀에서의 성적을 합쳐 커리어 하이인 80타점을 생산했다. 그러나 시즌 후인 1971년 12월 3일에 밀워키의 카르데날과 시카고 컵스의 짐 콜본, 브록 데이비스, 얼 스티븐슨을 맞교환하는 트레이드가 성사되면서, 카르데날은 다시 한 번 팀을 옮겼다.

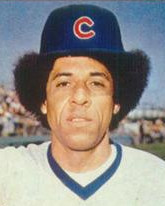
1977년경의 모습

1973년, 컵스의 주전 우익수로 자리잡은 카르데날은 타율(.303), 2루타(33), 도루(19) 부문에서 팀 내 선두를 기록했으며, 시카고 지역 야구 기자단이 선정하는 컵스 올해의 선수에 이름을 올렸다. 한편 기질이 예민하기로 유명했던 카르데날은 1974년 소속 구단 측과 갈등을 빚었고, 시즌 개막전을 앞두고 한쪽 눈꺼풀이 떠진 채로 감기지 않아 부상이라며 출전을 거부한 일화 또한 잘 알려져 있다. 카르데날은 1975년 시즌에는 타율(.317)과 안타(182) 부문에서 커리어 하이를 기록했다.
1976년 시즌에도 타율 .299, 8홈런, 47타점으로 준수한 성적을 기록했다. 그해 5월 2일 캔들스틱 파크에서 치러진 샌프란시스코 자이언츠와의 경기는 연장 14회까지 진행되었는데, 카르데날은 이날 7타수 6안타를 기록했다. 다음해인 1977년에는 100경기에 출전해 타율 .239, 3홈런 18타점의 저조한 성적을 기록했다.
1978년과 1979년에는 필라델피아 필리스에서 뛰었는데, 1979년 시즌 중에 리치 애시번의 등번호가 영구 결번되면서 카르데날은 필라델피아 필리스에서 1번을 사용한 마지막 선수가 되었다. 같은 해 8월 2일, 필라델피아 필리스와 뉴욕 메츠와의 야간 더블헤더 경기 사이에 카르데날은 필리스에서 메츠로 팀을 옮겼다. 그 결과 더블헤더 첫 경기에서는 필라델피아 소속으로, 두 번째 경기는 더그아웃을 바꿔 메츠 소속으로 경기를 치렀다. 그해 남은 시즌을 뉴욕 메츠에서 보낸 카르데날은 이듬해인 1980년 시즌도 대부분 메츠 소속이었으나, 그해 8월 13일 메츠에서 방출되었다. 그리고 약 일주일 뒤인 21일에 캔자스시티 로열스와 계약을 맺었으며, 1980년 월드 시리즈 출전을 끝으로 메이저 리그 커리어를 마무리했다.
카르데날은 통산 18시즌 동안 2017경기에 출전해 타율 .275, 1,913안타, 138홈런, 936득점, 775타점, 2루타 333개, 3루타 46개, 329도루, 608볼넷을 기록했다. 수비에서는 통산 수비율 .978를 기록했다.

## 지도자 경력
카르데날은 신시내티 레즈, 세인트루이스 카디널스, 뉴욕 양키스, 탬파베이 데블레이스에서 코치를 역임했다. 특히 뉴욕 양키스에서 1루 주루 코치로 있던 1996년과 1998년, 1999년에는 월드 시리즈 무대를 경험하기도 했다. 하지만 2000년 시즌 이전에 양키스 구단 측과 계약과 관련해 갈등을 빚으면서 코치직을 내려놓았다.
2005년, 카르데날은 워싱턴 내셔널스 단장 수석 고문으로 임명되었다. 그해 9월 14일, 카르데날은 허리케인 카트리나로 인해 피해를 입은 사람들을 돕고 싶다며, 1998년 뉴욕 양키스 시절 받은 월드 시리즈 우승 반지를 경매에 부칠 계획이라고 밝혔다. 카르데날은 2009년 시즌이 끝난 후 내셔널스 고문직에서 물러났다.

## 문화적 영향
2017년 1월에 시카고 컵스 선수단이 2016년 월드 시리즈 우승을 축하하기 위해 백악관에 초청됐을 당시, 영부인 미셸 오바마는 카르데날을 포옹하며 선수 시절 그가 그랬던 거처럼 자신도 풍성한 아프로 헤어 위에 컵스 모자를 썼다고 이야기를 나눴다.